# Sonora (wąż)
Sonora – rodzaj węży z podrodziny Colubrinae w rodzinie połozowatych (Colubridae).

## Zasięg występowania
Rodzaj obejmuje gatunki występujące w Stanach Zjednoczonych i Meksyku.  

## Systematyka

### Etymologia
- Sonora: Sonora, północny Meksyk[9].
- Lamprosoma: gr. λαμπρος lampros „błyszczący, świecący, lśniący”[10]; σωμα sōma, σωματος sōmatos „ciało”[11]. Gatunek typowy: Rhinostoma occipitale Hallowell, 1854
- Chionactis: gr. χιων khiōn, χιονος khionos „śnieg”[12]; ακτις aktis, ακτινος aktinos „promień słońca, blask”[13]. Nowa nazwa dla Lamprosoma Hallowell, 1856 (nazwa zajęta przez Lamprosoma Kirby, 1819 (Coleoptera)).
- Chilomeniscus: gr. χειλος kheilos, χειλεος kheileos „warga, usta”; μηνισκος mēniskos „w kształcie półksiężyca, mały księżyc”, zdrobnienie od μεις meis, μηνος mēnos „półksiężyc, sierp księżyca”; aluzja do kształtu łusek w okolicy nosa[9]. Gatunek typowy: Chilomeniscus stramineus Cope, 1860.
- Procinura: gr. προκινεω prokineō „przesuwać naprzód, popędzać”; ουρα oura „ogon”[6]. Gatunek typowy: Procinura aemula Cope, 1879.

### Podział systematyczny
Do rodzaju należą następujące gatunki: 
- Sonora aemula (Cope, 1879)
- Sonora annulata (Baird, 1859)
- Sonora cincta (Cope, 1861)
- Sonora episcopa (Kennicott, 1859)
- Sonora fasciata (Cope, 1892)
- Sonora michoacanensis (Dugès, 1885)
- Sonora mosaueri Stickel, 1938
- Sonora mutabilis Stickel, 1943
- Sonora occipitalis (Hallowell, 1854)
- Sonora palarostris Klauber, 1937
- Sonora punctatissima (Van Denburgh & Slevin, 1921)
- Sonora savagei (Cliff, 1954)
- Sonora semiannulata Baird & Girard, 1853
- Sonora straminea (Cope, 1860)
- Sonora taylori (Boulenger, 1894)